# 沧州市第一中学
沧州市第一中学，河北省重点中学之一，于1913年成立，当时名为天津第二中学，1970年改为沧州一中。

## 校史
1913年，天津第二中学成立。
1914年，更名为直隶第二中学。
1926年，该校成立了津南地区第一个中共党支部。
1949年12月，定名河北省立沧县中学。
1952年12月，改称河北省沧县中学。
1956年，改名河北省沧县第一中学。
1961年，改为沧州第一中学。
1970年，定名沧州市第一中学。
2011年，启动二期工程，完成配套设施工程建设，达到国家级示范性高中建设标准。
2014年，沧州一中整体搬迁至现新校区。

## 办学条件

### 办学规模
截至2019年1月，沧州市第一中学占地450亩，全校有75个教学班，学生4500余人，在职教工240余人。

### 硬件设施
沧州一中建有体育馆、绿荫运动场；现代化的天象馆、生态馆、数字实验室、演播厅、图书馆、校史馆、公寓、餐厅等设施；采用了云端一体化互动教学、办公平台，并建立了平板电脑教室，学校多媒体教室达到了100%；教室与公寓全部安装了直饮机和空调。

### 师资力量
截至2019年1月，学校设有有75个教学班，学生4500余人，在职教工240余人，其中河北名师2人，特级教师6人，高级教师102人。河北省特级教师：温和群、王艳芳、郭树发、呼君。

## 杰出校友
中国石油化学工业部副部长、化学工业部部长孙敬文
中共河北省委常委、省纪委书记吴野渡
河北省政协主席赵金铎
著名考古学家吴振禄
亚洲铁饼冠军李晓慧
1. ↑  . www.hbczyizhong.cn.   [2022-07-10].
2. ↑  . hbczyizhong.cn.   [2024-01-08]. （原始内容存档于2024-01-08）.
3. 1 2  . www.hbczyizhong.cn.   [2024-01-08]. （原始内容存档于2024-01-08）.
4. ↑  . www.hbczyizhong.cn.   [2024-01-08]. （原始内容存档于2024-01-08）.